# Castello di Cusercoli
Il castello di Cusercoli è un castello nell'omonima frazione del comune italiano di Civitella di Romagna, nella provincia di Forlì-Cesena.

## Storia
Il castello venne edificato probabilmente intorno al XII secolo, presumibilmente su una preesistente struttura fortificata di periodo tardo romano, dai feudatari Conti Severi di Giaggiolo o Ghiaggiolo che vi abitarono fino al 1269 quando, la figlia del conte Uberto, Orabile Beatrice, si sposò con Paolo Malatesta della signoria di Rimini che acquisì il castello. Sotto il dominio dei Malatesta, fra il 200 e la fine del 300, viene edificato, a fianco della precedente mastio, anche un Palatium; il castello viene venduto nel 1542 ai fratelli Fabrizio e Giovanfrancesco Guidi di Bagno. Nella seconda metà del 700, l'allora proprietaria, Maria Polissena dei Marchesi Albicini di Forlì, vedova di Ferdinando Guidi, lo modifica radicalmente per farne una dimora signorile nello stile tipico dell'epoca, con giardini pensili; altre modifiche verranno apportate alla fine del 700 dal figlio, Giovanfrancesco Guidi, che realizzerà la parte centrale del palazzo baronale, incastonato tra una chiesa e la vecchia rocca.  Negli anni 90 del XX secolo venne acquisito dal comune di Civitella di Romagna che, dallo stato di abbandono in cui versava, fa eseguire lavori di rifacimento delle coperture  e negli anni recupera e rende disponibile al pubblico anche i diversi ambienti come i giardini pensili, il palazzo e il mastio di ingresso, l'edificio a torre, la chiesa del 1777 e la parte residenziale del palazzo signorile sul fianco a destra della chiesa.